# جان برنت استوارت
جان برنت استوارت (انگلیسی: John Burnett-Stuart؛ ۱۴ مارس ۱۸۷۵ – ۱۹۵۸) فرد نظامی اهل بریتانیا بود. وی همچنین برندهٔ جوایزی همچون نشان حمام و نشان امپراتوری بریتانیا شده‌است.